# The Elder Scrolls IV: Shivering Isles
The Elder Scrolls IV: Shivering Isles är ett expansionspaket till spelet Oblivion som släpptes den 27 mars 2007.
Expansionen innehåller bland annat en helt ny spelvärld, Shivering Isles, samt en hel del nya vapen, trollformler, ingredienser, två nya raser samt nya objekt så som träd, hus och monster som man kan använda i världsredigeraren som följer med Oblivion.
Expansionen kräver inte att man skapar en ny karaktär för att den ska gälla, det räcker att man, i spelet, vilar i 24 timmar för att den ska aktiveras. Portalen går också att gå till direkt efter nedladdning om man inte vill vila för att det ska bli ett aktiverat uppdrag.

## Shivering Isles
Shivering Isles ligger i en alternativ dimension och det enda sättet att ta sig dit är via en magisk portal som, efter att man har installerat expansionen, finns mitt i Niben bay.
Dimensionen ägs av Sheogorath, den daedriska prinsen över galenskap, och är uppdelad i två delar; den norra färgglada delen Mania och den södra samt färglösa delen Dementia. Genom hela expansionens gång kommer man att få ta ställning till om man vill favorisera eller tillhöra Mania respektive Dementia genom att göra olika val. Invånare i Mania är maniska och dumma medan Dementia:s invånare är motsatsen. Där är invånarna är dementa men klarare i huvudet än Manias invånare.

## Handling
Efter att ha stigit igenom portalen och sagt ja till att stanna på Shivering Isles kommer man till the Fringe. Detta är ett "inhägnat" område. För att ta sig härifrån måste man döda the Gatekeeper, en stor best som vaktar portarna till resten av öarna. Efter att ha besegrat portvaktaren är man fri att göra vad man vill på ön. Det finns dock endast en enda stor stad uppdelad i en Mania-del; Bliss och en Dementia-del; Crucible. Ovanför staden ligger Sheogoraths palats tillsammans med Hertigen över Manias och Hertiginnan av Dementias delar av slottet.
Spelets huvuduppdrag, som man kan ignorera om man vill, kretsar kring den så kallade Greymarch. Greymarch är slutet på Shivering Isles cykler och innebär att daedra herren Jyggalag invaderar öarna med sina trupper och förstör öarna totalt vilket betyder att Shiverings Isles härskare, daedra herren Sheogorath måste bygga upp öarna i början av varje ny cykel. Väljer man att göra huvuduppdraget hjälper man Sheogorath att stoppa Greymarch och bli hans förkämpe i kampen mot Jyggalag.